# Liste de scientifiques américains par ordre alphabétique
Ceci est une liste des scientifiques américain par ordre alphabétique :

## A
- Marc Aaronson, astronome
- Charles Greeley Abbot, astronome
- William Louis Abbott, naturaliste
- Alexei Abrikosov, physicien (né Russe, a obtenu la double nationalité)
- Luis Walter Alvarez, auteur de la théorie de l'Extinction du Crétacé
- Louis Agassiz, ichtyologiste et botaniste
- Carl David Anderson, physicien
- Philip Warren Anderson, physicien
- Joel Asaph Allen, zoologiste

## B
- Edward Emerson Barnard, astronome
- Hans Bethe, physicien
- William Cranch Bond, astronome
- William Lawrence Bragg, physicien
- Wernher von Braun, physicien (né Allemand, naturalisé Américain)
- Percy Williams Bridgman, physicien

## C
- Melvin Calvin, chimiste
- Annie Jump Cannon, astronome
- James Carroll, médecin
- George Washington Carver
- Austin Hobart Clark
- Eugenie Clark
- Henry James Clark
- Hubert Lyman Clark

## D
- Clinton Joseph Davisson, physicien
- Raymond Ditmars
- Peter Duesberg, biologiste
- Harrison Gray Dyar
- Louis Lindsay Dyche

## E
- Thomas Edison inventeur (parmi d'autres) de l'ampoule électrique
- Albert Einstein (né Allemand, naturalisé Américain) physicien, auteur de la théorie de la relativité

## F
- Yanga R. Fernández, astronome
- Richard Phillips Feynman, physicien

## G
- Adolphus Clemens Good
- George Lincoln Goodale
- G. Brown Goode
- Augustus Addison Gould

## H
- Hermann August Hagen
- Asaph Hall, astronome
- Joseph Henry
- Nicholas Marcellus Hentz
- Harry Hess
- Victor Franz Hess, physicien
- Ned Hollister
- Samuel Jackson Holmes
- Homer Doliver House
- Edwin Hubble, astronome
- Claude B. Hutchison, botaniste

## J
- Charles Thomas Jackson
- Karl Jansky, astronome et physicien
- David Jewitt, astronome

## K
- Martin Kamen, chimiste
- Edward Calvin Kendall, chimiste
- Arthur Edwin Kennelly
- Robert Kennicott
- Laurence M. Klauber

## L
- Irving Langmuir, chimiste
- Jesse William Lazear
- Isaac Lea
- Henrietta Swan Leavitt, astronome
- Gilbert Newton Lewis, chimiste
- Willard Frank Libby, chimiste
- Percival Lowell, astronome

## M
- Donald Menzel, astronome
- Jesse Wedgwood Mighels
- Jacob Millman
- Gordon E. Moore, chimiste
- Philip Morrison, astronome et physicien
- Edward Sylvester Morse
- Kary Mullis, chimiste

## N
- Isaac Newton
- Seth Barnes Nicholson

## P
- Thornton Page, astronome
- Wolfgang Ernst Pauli, chimiste (né Autrichien, naturalisé Américain)
- Linus Pauling, chimiste
- Arthur Sperry Pearse
- Gregory Pincus, biologiste
- Gary Allan Polis

## R
- Isidor Isaac Rabi, physicien
- Theodore William Richards, chimiste
- Samuel Ruben, chimiste
- Vera Rubin, astronome

## S
- Carl Sagan, astronome
- Jonas Salk a développé le vaccin contre la polio
- Julian Seymour Schwinger, physicien
- Harlow Shapley, astronome
- Scott S. Sheppard, astronome
- Glenn Theodore Seaborg, chimiste
- Benjamin Silliman, chimiste
- Richard Smalley, chimiste
- Alan Sokal
- Lyman Spitzer, physicien

## T
- Edward Teller, physicien
- Benjamin Thompson
- Trinh Xuan Thuan, astronome
- Clyde William Tombaugh, astronome
- Chadwick Trujillo, astronome
- Robert Jules Trumpler, astronome

## V
- James Alfred van Allen, astronome et physicien
- Robert Jemison Van de Graaff
- Craig Venter, biologiste

## W
- James Dewey Watson, biologiste et chimiste
- Karen Wetterhahn, chimiste
- Beverly Whipple
- Robert William Wood

## Z
- John Augustine Zahm
- Fritz Zwicky, astronome